# 2004 en athlétisme
Chronologie de l'athlétisme
Les faits marquants de l'année 2004 en athlétisme

## Événements

### Janvier
- 2 janvier : l’appel de Fouad Chouki est rejeté : il reste suspendu deux ans (dont 6 mois avec sursis) après son contrôle positif aux Championnats du Monde à Paris en 2003.

### Février
- 6 février : Marion Jones remporte sa première course pour son retour après 16 mois d’arrêt pour cause de maternité. Elle court le 60 m en 7 s 21 aux Millrose Games, à New York.
- 12 février : Victor Conte, le propriétaire du laboratoire Balco, et Remy Korchemny sont mis en examen dans l’affaire de la THG.
- 20 février : l’Éthiopien Kenenisa Bekele bat le record du monde du 5 000 m en salle en 12 min 49 s 60 au meeting de Birmingham.
- 21 février : Christine Arron bat le record de France du 60 m en salle en 7 s 08 lors des championnats de France en salle à Clermont-Ferrand.
- 23 février : Eunice Barber est écartée de la sélection française pour les Championnats du monde en salle de Budapest.
- 24 février : suspension de 2 ans confirmée pour Dwain Chambers dans l'affaire de la THG.
- 28 février : record de France du 1 000 m en salle pour Mehdi Baala en 2 min 17 s 06 à Liévin.

### Mars
- 7 mars : Linda Ferga est médaillée de bronze aux Championnats du monde en salle à Budapest sur 60 m haies.

### Mai
- 19 mai : l'Américaine Kelli White reconnaît s'être dopée. Elle perd toutes ses médailles depuis le 15 décembre 2000 (y compris ses titres mondiaux sur 100 m et 200 m de 2003. Elle est suspendue pour les Jeux olympiques 2004.
  - Muriel Hurtis récupère ainsi la médaille de bronze sur 200 m aux championnats du monde d'athlétisme 2003.
- 31 mai : Kenenisa Bekele, 21 ans, établit un nouveau record du monde du 5 000 m en 12 min 37 s 35 au meeting d'Hengelo. Il efface ainsi Haile Gebreselassie des tablettes.

### Juin
- 8 juin : Kenenisa Bekele réalise un nouveau record du monde du 10 000 m en 26 min 20 s 31 au meeting Golden Spike Ostrava.
- 11 juin : la Turque d'origine éthiopienne, Elvan Abeylegesse bat le record du monde du 5 000 m en 14 min 24 s 68 au meeting de Bergen en Norvège.

### Juillet
- 8 juillet : blessé au mollet droit, Stéphane Diagana, ancien champion du monde du 400 m haies, annonce sa retraite et sa non-participation aux Jeux olympiques de 2004.
- 15 juillet : l'Américaine Torri Edwards, championne du monde du 100 m à Paris en 2003 à la suite du déclassement de Kelli White, est contrôlée positive à un stimulant.

### Août
- 7 août : l'Américain Jerome Young, champion du monde du 400 m en 2003, est contrôlé positif à l'EPO à la suite du meeting Gaz de France à Saint-Denis. Il était déjà sur la sellette après un contrôle positif en 1999, classé à tort sans conséquence par l'UTATF.
- 8 août : Leslie Djhone remporte le 400 m du meeting de La Chaux-de-Fonds en 44 s 64, nouveau record de France.
- 11 août : Marc Raquil annonce son forfait pour les Jeux olympiques 2004 à cause d'une blessure au mollet gauche.
- 12 août : à la veille des Jeux olympiques 2004, les Grecs Konstantínos Kentéris, champion olympique en titre du 200 m, et Ekateríni Thánou, championne d'Europe en titre du 100 m, sont accusés de ne pas s'être présentés à deux contrôles antidopage. Ils sont menacés d'exclusion des Jeux olympiques 2004. La Grèce est en émoi.
- 17 août : le tribunal arbitral du sport (TAS) confirme la suspension de 2 ans de Torri Edwards, positive à la nicéthamide.
- 24 août : le Hongrois Róbert Fazekas est destitué de son titre olympique du lancer du disque à Athènes pour tentative de fraude au contrôle antidopage.

### Septembre
- 3 septembre : records du monde battus lors du meeting de Bruxelles pour Saif Saaeed Shaheen, le qatari, sur 3 000 m steeple, en 7 min 53 s 63 et pour la perchiste Yelena Isinbayeva avec 4,92 m.
- 8 septembre : le coureur de 1 500 m français Fouad Chouki est incarcéré pour viol sur mineure de 15 ans. Il est libéré 15 jours plus tard après rétractation de la jeune fille.

## Rendez-vous programmés

### Compétitions internationales
- 20 au 28 août : Jeux olympiques d’Athènes.

### Golden League
- 11 juin : Meeting à Bergen le stade du Bislett (habituel au meeting .d'Oslo) est alors en reconstruction
- 2 juillet : Meeting de Rome
- 23 juillet : Meeting Gaz de France
- 6 août: Meeting de Zürich
- 3 septembre : Meeting de Bruxelles
- 12 septembre : Meeting de Berlin

- Vainqueurs de la Golden League 2004 :
  - Tonique Williams-Darling sur 400 m femme
  - Christian Olsson au triple saut homme

### Super Grand prix
- 14 mai : Meeting de Doha
- 8  juin : Meeting Golden Spike Ostrava
- 27 juin : Meeting de Gateshead
- 4 juillet : Meeting d’Héraklion
- 6 juillet : Meeting de Lausanne
- 17 juillet : Meeting de Madrid
- 27 juillet : DN Galan, meeting de Stockholm
- 30 juillet : Aviva London Grand Prix, meeting de Londres

- 17 – 18 juillet : Finale du Grand Prix à Monaco

## Décès
- 5 janvier : Charles Dumas à 66 ans, champion olympique 1956 au saut en hauteur.
- 25 janvier : Fanny Blankers-Koen à 85 ans.
- 7 mars : Jack Holden à 96 ans.
- 4 août : Milton Green à 92 ans.
- 8 novembre : Lennox Miller à 58 ans.
- 22 novembre : Elisabeth Rust à 46 ans[1].